# Grassen
Der Grassen ist ein 2946 m ü. M. hoher Berg bei Engelberg in der Schweiz. Er liegt auf der Grenze dreier Kantone: Obwalden im Norden, Uri im Osten und Bern im Westen. Ein Gipfelkreuz markiert ihn.
Der Gipfel kann von Norden her als Bergtour bestiegen werden, dabei dient oft das Biwak am Grassen des SAC als Ausgangspunkt. Dieses wird üblicherweise von der Herrenrüti in Engelberg aus erreicht. Im Winter kann der Gipfel als Skitour erreicht werden, dabei wird die Route von Nordosten her als die einfachste Möglichkeit angesehen. Startpunkt dieser Tour ist üblicherweise die Sustenpassstrasse.

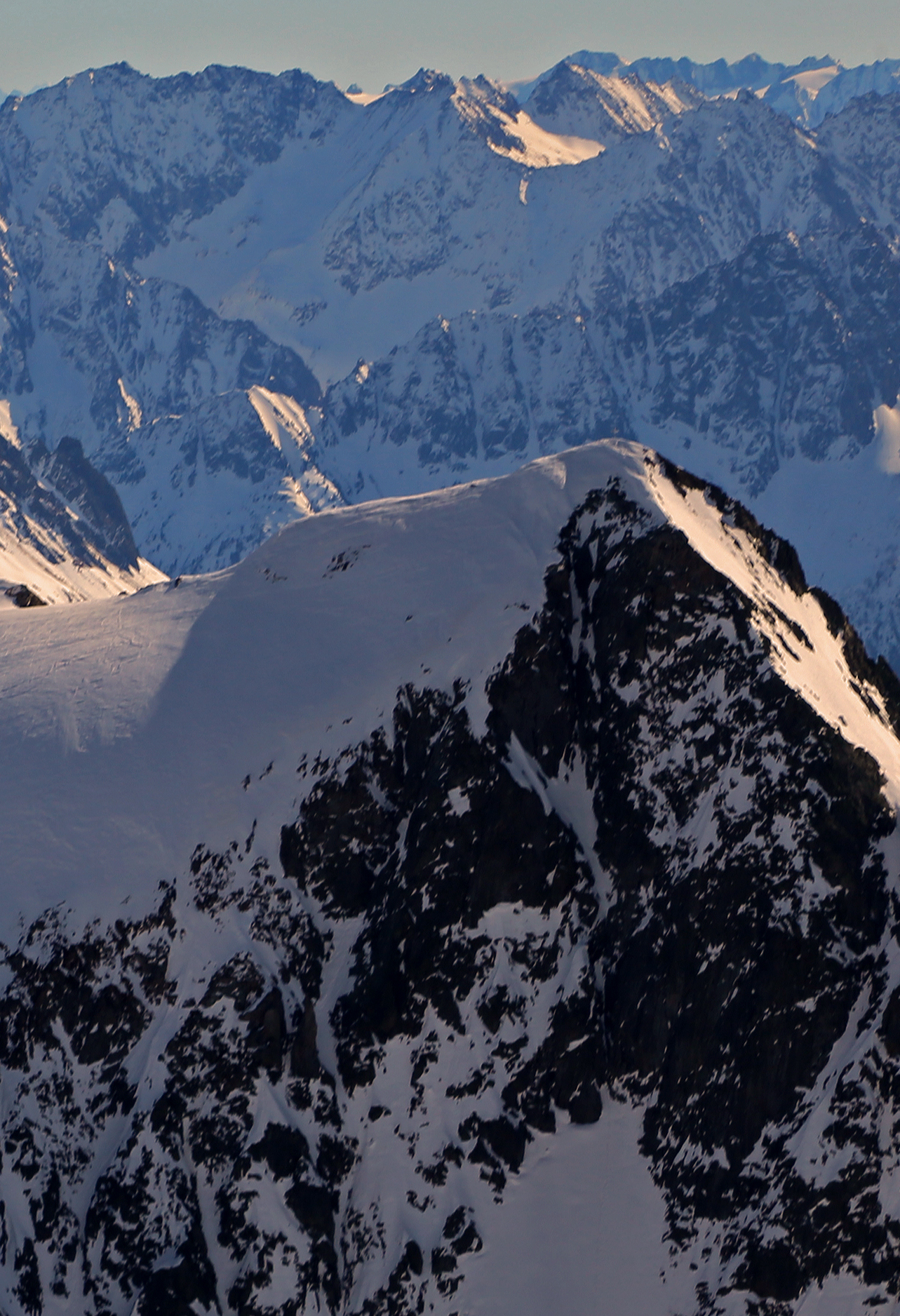
Gipfel (April 2019)